# 交響曲第4番 (チャイコフスキー)
交響曲第4番ヘ短調 作品36は、チャイコフスキーが1877年から翌1878年にかけて作曲した交響曲。
チャイコフスキーの後期交響曲に位置づけられている。

## 作曲の経緯

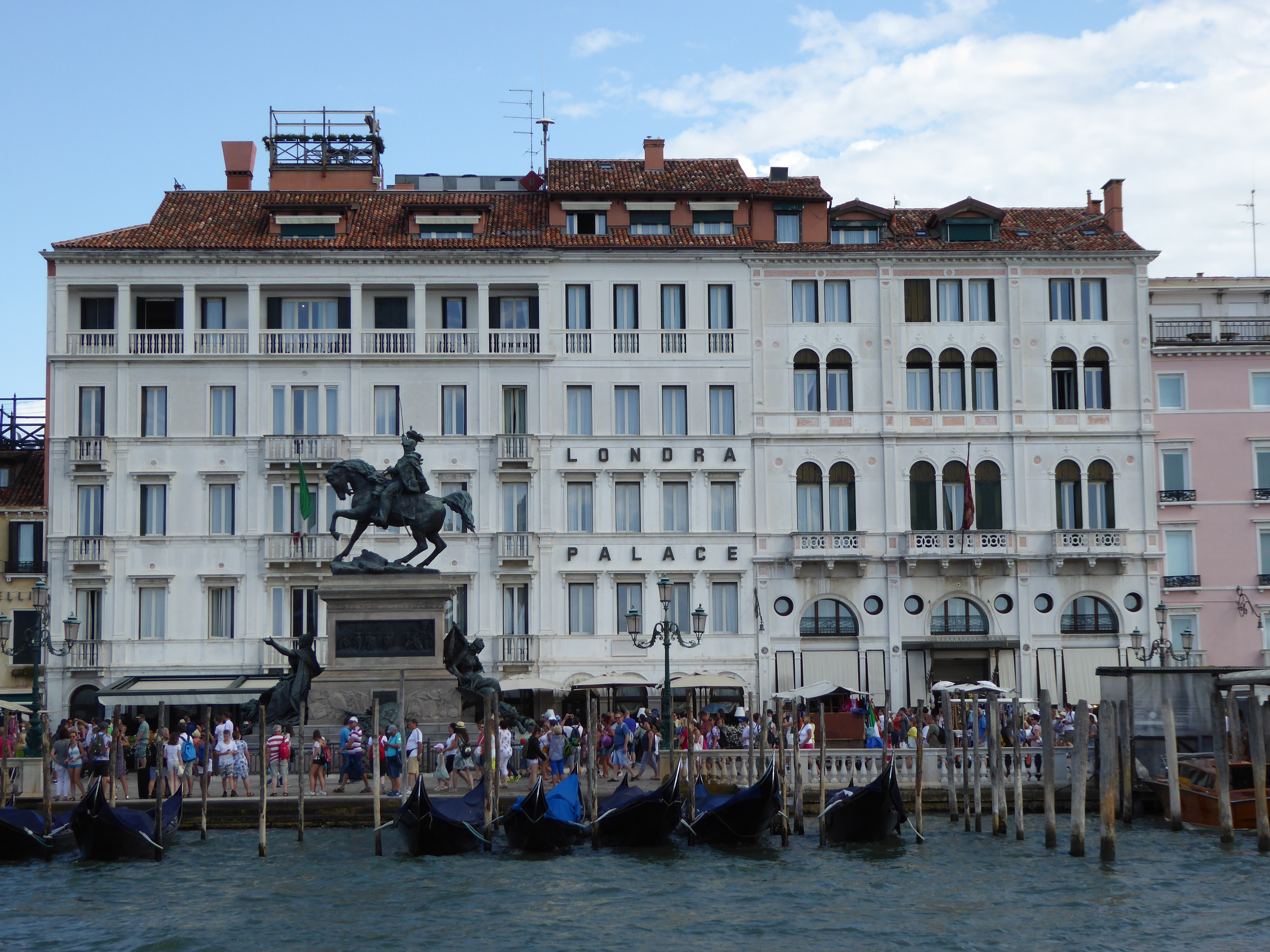
チャイコフスキーが交響曲第4番を書き上げたヴェネツィアのホテル

1877年にヴェネツィアを訪れたチャイコフスキーは、当地の風光明媚なスキャヴォーニ河岸にあるホテル・ロンドラ・パレス（当時はホテル・ボー・リヴァージュという名であった）にてこの曲を書き上げた。ホテルの壁面には「ロシアの偉大な作曲家、ピョートル・イリイチ・チャイコフスキーが、1877年12月2日から16日まで滞在し、ここで4番目の交響曲を作曲した」と彫られた碑文が掲げられている。

### アントニーナとの結婚
1877年5月ごろ、チャイコフスキーはアントニーナ・イヴァーノヴナ・ミリューコヴァ（Antonina Milyukova, 1849-1917）から告白の手紙を受け取った。何度か手紙が送られ、会ってくれなければ自殺すると脅されたチャイコフスキーは、彼女に愛することはできないと告げる。しかし、熱烈な求婚を受けたチャイコフスキーは、肉体関係を持たないことを条件にアントニーナと結婚した。だがこの結婚はうまくいかずにすぐに破綻した。結婚生活はわずか80日で終わり、いっしょに暮らしたのは33日だけだった。交響曲第4番は、作曲された時期のチャイコフスキーの私生活からの影響を明白に示している。

### フォン・メック夫人からの援助
アントニーナとの結婚騒動と同時期に、メック夫人がパトロンになったことにより、経済的な余裕が生まれた。これによってチャイコフスキーは作曲に専念できるようになり、これが本作のような大作を創作する下地となった。このことに対する感謝の意を表して、本作はメック夫人に捧げられた。なお、メック夫人からの匿名希望を受けて、献辞は「最良の男友達に」とされた。
なお、1878年3月1日づけ（ロシア暦、同2月17日付）の有名な手紙の中で、チャイコフスキーはメック夫人にあてて、この交響曲のプログラムに関する説明を試みている。この手紙は、交響曲第4番についてのみならず、彼の創作全般についての示唆を与えてくれる、貴重なものである（外部リンク参照）。

### 初演
初演は1878年2月10日（旧暦。新暦では2月22日）サンクトペテルブルクにて、ニコライ・ルビンシテインの指揮により行われた。なお、初演時にチャイコフスキーはフィレンツェに滞在しており、電報で初演の報告を受けた。その後1881年にユルゲンソン社から楽譜が出版されている。

## 編成
| 木管 | 木管                        | 金管 | 金管             | 打    | 打                                                          | 弦   | 弦 |
| ---- | --------------------------- | ---- | ---------------- | ----- | ----------------------------------------------------------- | ---- | -- |
| Fl.  | 2、ピッコロ1（第3,第4楽章） | Hr.  | 4                | Timp. | ●                                                           | Vn.1 | ●  |
| Ob.  | 2                           | Trp. | 2                | 他    | シンバル, トライアングル, バスドラム（これらは第4楽章のみ） | Vn.2 | ●  |
| Cl.  | 2                           | Trb. | 3（第2楽章休み） | 他    | シンバル, トライアングル, バスドラム（これらは第4楽章のみ） | Va.  | ●  |
| Fg.  | 2                           | Tub. | 1（第1,第4楽章） | 他    | シンバル, トライアングル, バスドラム（これらは第4楽章のみ） | Vc.  | ●  |
| 他   |                             | 他   |                  | 他    | シンバル, トライアングル, バスドラム（これらは第4楽章のみ） | Cb.  | ●  |

## 曲の構成
4つの楽章による古典的な構成だが、第1楽章が比較的長い。
演奏時間は約42分。

### 第1楽章
- Andante sostenuto - Moderato con anima - Moderato assai, quasi Andante - Allegro vivo ヘ短調、序奏付きのソナタ形式

ソナタ形式とは言っても同時代のブラームスの交響曲と比べれば、かなり自由な構成をとっている。
曲頭のホルンとファゴットのファンファーレのモチーフは全曲の主想旋律となる。このファンファーレは運命のファンファーレとも呼ばれ、本楽章の展開部以降にしばしば登場する。楽章終盤では立て続けに登場し、楽章終結に向けて大いに曲の緊迫感を高めていく。また第4楽章の終盤にもそっくり再来して曲の雰囲気を一転させることになる。
序奏部のあとは、暗く悲劇的な第1主題が弦で提示され提示部が始まる。第1主題の確保は木管楽器を中心とした楽節で行われる。ティンパニが登場すると第1主題の提示・確保部分は終了し、続いて第1主題による経過部分に入る。経過部は第1主題の断片を低音弦楽器、木管楽器が繰り返し、徐々に盛り上がっていく。やがてオーケストラのトゥッティで第1主題が奏されて最初のクライマックスを築く。続いて木管楽器による少しおどけた感じの第2主題が現れる。この主題は弦楽器に引き継がれて安定した感じとなる。さらに推移主題が弦に現れて大きく発展し、独特のリズムを持ったコデッタになだれ込み、明るく大きなクライマックスを築く。だが低音弦楽器が奏するくらい音色が直ぐに優勢になり、冒頭のファンファーレが登場し、そのまま展開部になだれ込む。展開部はまず第1主題により進み展開される。やがてファンファーレの旋律も加わると、ファンファーレ旋律と第1主題の展開より、曲は激しいクライマックスを築いてゆく。その頂点で再現部へ移り、第1主題がトゥッティで奏され静まる。そのまま第2主題の再現も続き、推移主題は発展部分が省略されそのままコデッタになだれ込む。やがてファンファーレが三度目の登場となるとコーダが始まる。続いて子守唄風の短い楽節を経て、行進曲調に変形された第1主題とファンファーレ旋律によって最後の大きなクライマックスを築いていく。この時、次々と奏されるファンファーレ旋律は圧巻である。最後は第1主題をトゥッティで激しく強奏し、ヘ短調の長い和音で終わる。
演奏時間は17分半から20分程度。

### 第2楽章
- Andantino in modo di canzona - Più mosso 変ロ短調、三部形式

直訳すれば、「歌の様式によるアンダンティーノ」。三部形式ではあるが、モーツァルトのようなシンメトリーが整った構造にはなっていない。また、第1部は繰り返されるが、反復記号による単純な繰り返しではなく楽想が異なっている。さらに、第1部と第3部が大きく異なる楽想となっている。
オーボエによって奏される主要主題はほの暗く重々しい。呼応となる楽節は弦楽器を中心に奏されるが、これもまた重々しい。オーボエによって奏された主要主題は、繰り返し部分では弦楽器中心に奏される。呼応の楽節の繰り返しが終わると、曲は第2部へ入る。第2部は比較的明るい楽想となる。第2部の主題的な旋律は木管楽器中心で提示され、低音弦楽器、ピッコロ、高音弦楽器と引き継がれ、小さなクライマックスを築くと、短い導入旋律の後に第3部へ入る。第3部では主要主題は弦楽器によって再現されるが、この時、フルートのオブリガート風の旋律が絡んでくる。呼応部はほぼそのまま再現されるが、その最後ではデクレッシエンドし、主要主題の断片との掛け合いとなる。フルートによるトリルを経て主要主題が長調で密かに奏されるが、低音弦楽器の長いフレーズが直ちに穏やかな雰囲気を打ち消す。ファゴットがヴァイオリンをオブリガート風に伴って主要主題を静かに奏し、木管楽器が吹く主要主題の断片とホルンの和音の掛け合いの中、最後は木管楽器が主要主題の断片のみを繰り返し曲は静かに閉じる。
演奏時間は9分から11分程度。

### 第3楽章
- Scherzo: Pizzicato ostinato. Allegro - Meno mosso ヘ長調、スケルツォ（三部形式）

この楽章では弦楽器は終始ピチカートで演奏される。
スケルツォ本体は単一の主題からなっており、ソナタ形式を形成するものではない。主部は弦楽器のピチカート主題のみによって構成される。主題の確保がされた後は短い展開的な楽節が続き消えるように主部を終える。ただちに木管楽器による導入を経て中間部（トリオ）が始まる。トリオではピッコロを中心にした木管楽器が活躍する主題に続き、弱音の金管楽器による行進曲が現れる。そして、この金管の行進曲に木管楽器が絡み合い短い展開を行う。徐々にスケルツォに戻る準備がなされスケルツォ主部にダカーポする。続いてコーダに移りピチカートと木管楽器の絡み合いを行いつつ、小さなクライマックスが築かれる。最後はトリオの動機を交えて、遠ざかるように消えていく。
演奏時間は5分から6分程度。

### 第4楽章
- Finale: Allegro con fuoco ヘ長調、自由なロンド形式。全体の構造はA-B-A-C-B-A-C-B-主想旋律（ファンファーレ）-Coda

チャイコフスキーがフォン・メック夫人に宛てた書簡では、「この世は暗黒だけではなく、この楽章で示されているように多くの素朴な人間の喜びがある。たとえ我々は馴染めずとも、その喜びの存在を認め、悲しみを克服するために生き続けることができる」としている。
実演では消えるように終わる第3楽章のあと、休みなく続けて演奏されることがある。この楽章の冒頭Aの部分は、突然トゥッティで開始されるため、ハイドンの驚愕のような効果を狙う指揮者もいる。
この楽章の第2副主題(C)はロシア民謡『白樺は野に立てり』による。
演奏時間は8分から10分程度。

## 評価
イタリア滞在中のチャイコフスキーは、弟モデストから初演が成功したと電報を受けた。しかし、ルービンシュタイン、ラロシ、タネーエフらはこの作品を充分に評価せず、モスクワの聴衆たちの間では話題にならなかった。
初演の1ヶ月後にはタネーエフからの批判を受ける。批判の内容は、第1楽章が他の楽章よりも不釣り合いな長さであること、冒頭のファンファーレが標題音楽のようであること、第3楽章のトリオがバレエのダンスのようなことなどだ。これに対してチャイコフスキーは「踊りの旋律が交響曲に現れてはいけないか」と反論している。

## 関連文献
- 池辺晋一郎『チャイコフスキーの音符たち：池辺晋一郎の「新チャイコフスキー考」』音楽之友社、2014年9月、102-108頁。ISBN 978-4-276-20068-5。